# Afrique & Science

Afrique & Science  (ISSN 1862-6793) est une revue savante sur l’Afrique, écrite en plusieurs langues (français, allemand et anglais) et fondée en 2006 dans la ville allemande de Francfort-sur-le-Main dans le cadre des études et des recherches sur le continent africain. Ses titres parallèles sont les suivants: Africa & Science et Africa & Wissenschaft. Le rédacteur est le politologue d’origine camerounaise, Léonard Jamfa.
Le premier numéro est paru en 2006 (Band 1, 2006, Heft 1) sous l’initiative de l’association panafricaniste African Development Initiative (ADI; association déclarée) ayant son siège à Francfort-sur-le-Main. Cette revue transdisciplinaire comporte une version sur papier et une version numérique.
La version papier qui paraît annuellement depuis 2006 traite les questions géopolitiques, les problèmes de développement durable en Afrique, la coopération, le processus de formation des nations, les migrations des Africains ainsi que leur intégration dans les pays d’accueil. La version numérique hebdomadaire donne un aperçu sur l’actualité scientifique en Afrique.

## Source
- (de) Cet article est partiellement ou en totalité issu de l’article de Wikipédia en allemand intitulé « Africa & Science » (voir la liste des auteurs).

## liens externes
- Afrique & Science
- Africa Development Initiative
- ZDB